# Cidaria
Cidaria is een geslacht van vlinders van de familie spanners (Geometridae), uit de onderfamilie Larentiinae.

## Soorten
- C. antauges Prout, 1935
- C. basharica Bang-Haas, 1927
- C. chloronotata Möschler, 1890
- C. deletaria Hampson, 1902
- C. dimidiaria Motschulsky, 1866
- C. fractistrigata Alphéraky, 1883
- C. fulvata

Oranje bruinbandspanner Forster, 1771
- C. multistriata Rothschild, 1914
- C. ochracearia Leech, 1897
- C. ochripennis Prout, 1914
- C. opprestata Walker, 1863
- C. passerata Maassen, 1890
- C. pronotata Walker, 1863